# Réacteur à eau lourde refroidi au gaz

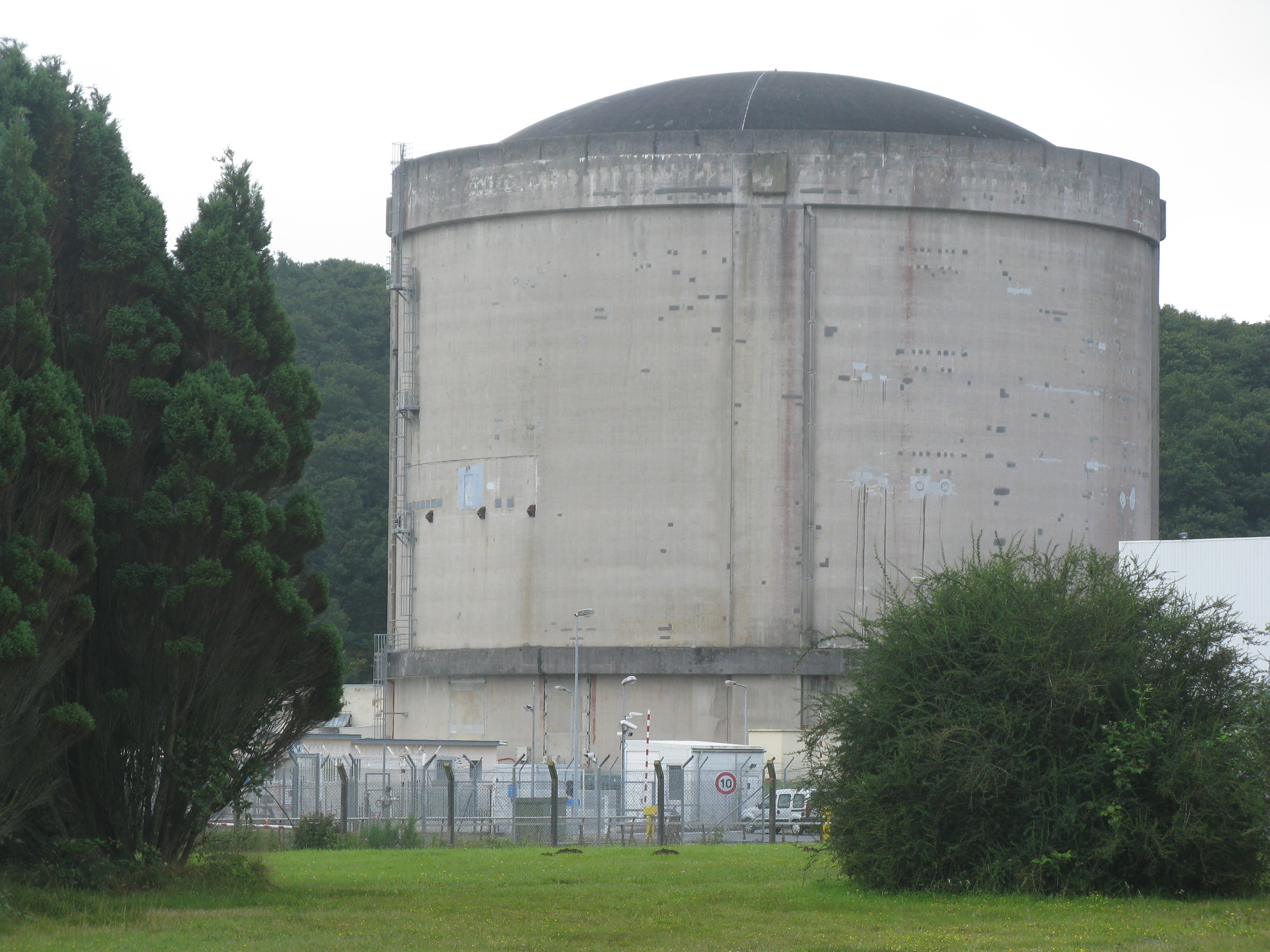
Bâtiment réacteur de la centrale de Brennilis (en phase de démantèlement)

Le réacteur à eau lourde refroidi au gaz (en anglais : Heavy Water Gas Cooled Reactor, ou HWGCR) est une filière de réacteurs nucléaires qui utilisent de l'uranium naturel (non enrichi) comme combustible, de l'eau lourde (D2O) comme modérateur et un refroidissement au gaz carbonique (CO2). Il se distingue du réacteur à eau lourde pressurisée qui utilise l'eau lourde non seulement comme modérateur mais aussi pour son refroidissement.

## Dans le monde
En France, trois réacteurs de cette filière ont fonctionné :
- EL1, la pile Zoé (de « Zéro énergie, Oxyde d'uranium, Eau lourde[1] »), a divergé le 15 décembre 1948 dans le Fort de Châtillon et a servi aux équipes du CEA pendant 25 ans ;
- EL2, au Centre CEA de Saclay, a fonctionné de 1952 à 1965. Les difficultés rencontrées avec EL2 ont contribué à orienter les programmes du CEA vers des réacteurs de puissance au graphite[2] ;
- EL4, le site nucléaire de Brennilis, a d'abord été un réacteur expérimental à partir de 1967 puis, quand la France renonce à développer cette filière, une centrale opérationnelle jusqu'à son arrêt définitif en 1985.

En Suisse, un réacteur de cette filière a été mis en service en 1968 dans la centrale nucléaire de Lucens. Il fonctionne jusqu'en 1969, avant d'être fermé définitivement à la suite d'un accident grave.
En Tchécoslovaquie, un réacteur de cette filière a fonctionné dans la Centrale nucléaire de Bohunice pendant 3 ans, de 1974 à 1977, avant d'être définitivement arrêté à la suite d'un accident.